# Ceceni
Cecenii sunt un popor trăitor în zona de Nord a Munților Caucaz, popor de religie majoritar musulmană.
Limba cecenă, din familia limbilor caucaziene, este îndeaproape înrudită cu ingușa, fiind reciproc inteligibile.
Majoritatea cecenilor trăiesc în Republica Cecenă, subiect federal al Rusiei, care a fost răvășită de cele două războaie care au urmat încercării cecenilor de a dobândi independența. În urma războaielor, s-a înregistrat și un mare număr de refugiați.
În perioada stalinistă, cecenii au fost deportați din locurile natale în Asia Centrală, din ordinul lui Stalin, ca pedeapsă pentru presupusul lor colaboraționism cu trupele germane. Li s-a îngăduit să se întoarcă după moartea lui Stalin.